# Sitticus burjaticus
Sitticus burjaticus är en spindelart som beskrevs av Danilov, Logunov 1993 [1994. Sitticus burjaticus ingår i släktet Sitticus och familjen hoppspindlar. Inga underarter finns listade i Catalogue of Life.